# Селенид дигафния
Селенид дигафния — бинарное неорганическое соединение
гафния и селена
с формулой Hf2Se,
кристаллы.

## Получение
- Сплавление стехиометрических количеств чистых веществ:

{\displaystyle {\mathsf {2Hf+Se\ {\xrightarrow {1500^{o}C}}\ Hf_{2}Se}}}

## Физические свойства
Селенид дигафния образует кристаллы 
тригональной сингонии, пространственная группа P 63/mmc, параметры ячейки a = 0,34502 нм, c = 1,2640 нм, Z = 2,
структура типа сульфида дигафния Hf2S
.